# Олійник Юрій Миколайович
Юрій Миколайович Олійник (рос. Олейник англ. Oliynyk; нар. 1956, м. Луцьк) — український письменник і перекладач, член Національної спілки письменників України (з 1988), представник інтелектуального напряму в українській літературі,

## Життєпис
Народився в сім'ї українського письменника Миколи Олійника. Закінчив кафедру археології історичного факультету Київського державного університету ім. Т. Г. Шевченка та спеціальний курс перекладачів історичних текстів (Л.Архипович). Упродовж 30 років брав активну участь в археологічних дослідженнях пам'яток трипільської та зарубинецької археологічних культур, поселень та могильників пізньоскіфського часу та доби Давньої Русі. Працював у Національному музеї історії України та Музеї історії Києва. Паралельно займався систематичним вивченням філософії, зокрема філософії ідеалізму. Як пише сам письменник у своїй автобіографії: «Загалом, вибухова суміш археології та філософії дала несподівані результати. Наприклад, я зрозумів, що суспільство, яке користувалося крем'яними ножами і не знало колеса, ментально нічим не відрізняється від суспільства, яке користується сталевими ножами і літає в бізнес-класі якої-небудь „British Airways“. Я викинув зі свого лексикону слово „примітивний“, замінивши його словом „інакший“, бо переконаний, що історія — це різні відповіді на одні й ті самі запитання».
Протягом 1990-х та поч. 2000-х років працював у ряді американських проектів та фундацій, заснованих Агентством США з міжнародного розвитку (USAID) для надання технічної допомоги Україні, у міжнародному проекті Урядової школи ім. Дж. Кеннеді Гарвардського університету (HKS), Гарвардському інституті міжнародного розвитку (HIID), Фундації Чарльза Стюарта Мотта та ін. У рамках допомоги Норвезької агенції з розвитку (NORAD) Програмі розвитку віддалених регіонів (RADP, Ботсвана) працював у Проекті розвитку бушменської писемності.
Був ініціатором і одним з розробників українського культурологічного альманаху «Хроніка-2000» та альманаху «Киевский альбом». Живе і працює в м. Києві.

## Творчість
Автор книг «Інферналії» (2000) та «Хроніка абсурду» (2002), прозових та поетичних творів і збірок: «Люди і дерева», «Дерева ростуть до зірок», «Подорож навколо динозавра», «Жити — завтра», «Бушмени» (2004), «Знак пса», «Кіт і медуза (Ганебний чудовий світ)» (2015), «Берег мандаринових гаїв» (2015) та ін. Лауреат конкурсу «Слово України» (Австралія, повість «Хто бачив білу ромашку?») та конкурсу журналу «Світо-вид» (повість «Одіссея Лукула-ворожбита»).
Критики порівнюють Ю.Олійника з Куртом Воннегутом, Дугласом Адамсом, Олдосом Гакслі, Мірча Еліаде. Справді, творчий діапазон письменника дуже широкий: він автор книжок філософських новел і притч, історичних творів, романів і повістей про нас теперішніх. Філософічність і лаконічність, легкість і гумор, іронія і світлий смуток — риси, завдяки яким твори Ю.Олійника легко розпізнати у мистецькому просторі сучасної України.
Автор філософської концепції симультанної історії та численних полемічних публікацій в українській пресі.
Переклав з англійської фундаментальну працю академіка О. Пріцака «Походження Русі», монографію професора П. Герлиги «Історія Одеси», філософський есей С. Леша «Соціологія постмодернізму», найвідомішу працю брит. філософа Дж. Мак-Таггарта «Нереальність Часу» та magnum opus цього філософа - двотомну працю “Природа існування”, фундаментальне дослідження італ. філософа Е. Северино «Сутність нігілізму», концептуальні праці амер. філософа Т. Нагеля «На що схоже бути кажаном?», австр. математика і філософа К. Гьоделя «Нотатка про взаємозв'язок між теорією відносності та ідеалістичною філософією», брит. філософа Ч. Брода «Наукова думка» та ін.

## Твори
- Юрій Олійник. Люди і дерева. — К.: Молодь, 1983 (поезія)
- Юрій Олійник. Дерева ростуть до зірок. — К.: Радянський письменник, 1987
- Юрій Олійник. Інферналії. — К.: Задруга, 2000
- Юрій Олійник. Хроніка абсурду. — К.: Задруга, 2002
- Юрій Олійник. Бушмени. — К.: Гранослов, 2004
- Юрій Олійник. Кіт і медуза. (Ганебний чудовий світ). — К.: Задруга, 2015
- Юрій Олійник. Берег мандаринових гаїв. — К.: Задруга, 2015
- Юрій Олійник. Живі й мертві. — К.: Темпора, 2021